# Elinor Wonders Why
Elinor Wonders Why là một bộ phim truyền hình hoạt hình giáo dục của Mỹ được tạo ra bởi PBS Kids. Elinor Wonders Why đã trở thành một bộ phim thường xuyên vào năm 2020. Chương trình được thực hiện trên mạng truyền hình cáp PBS Kids có liên quan.

## Nội dung
Chương trình theo chủ đề khám phá khuyến khích trẻ em theo dõi sự tò mò của chúng, đặt câu hỏi khi chúng không hiểu và tìm câu trả lời bằng kỹ năng tìm hiểu khoa học. Nhân vật chính Elinor, chú thỏ bông tinh ý và tò mò nhất ở Thị trấn Động vật nằm ngay phía bắc Natural Forest, CA, giới thiệu cho trẻ em từ 3–5 tuổi về khoa học, thiên nhiên và cộng đồng thông qua các cuộc phiêu lưu cùng các bạn Olive và Ari. Mỗi tập bao gồm hai câu chuyện hoạt hình dài 11 phút cộng với nội dung xen kẽ trong đó Elinor và các bạn cùng lớp thưởng thức Señor Tapir hát về những nhà thám hiểm thiên nhiên nổi tiếng hoặc đọc truyện Cô Mole.

## Diễn viên
- Markeda McKay vai Elinor
- Wyatt White vai Ari
- Maria Nash vai Olive
- Lisette St. Louis vai Ranger Rabbit
- Colin Doyle vai Mr. Rabbit
- Shoshana Sperling vai Mrs. Mole
- Ana Sani vai Olive's Mom
- Juan Chioran vai Senor Tapir
- Dan Darin-Zanco vai Mr. Raccoon
- Eric Khou vai Rollie
- Nicole Stamp vai Ms. Llama
- Paul Bates vai Mr. Dog
- Leo Orgil vai Tito Mouse
- Raoul Bhaneja vai Mr. Bat
- Kevin Dennis vai Mr. Lion
- Ian Ho vai Koa
- Norah Adams vai Camilla
- Abigail Oliver và Grace Oliver vai Mary and Lizzie Goat
- Sergio Di Zio vai Alejandro Possum
- Callum Shoniker vai Silas
- George Buza và Linda Kash vai Baba and Bibi
- Ron Pardo vai Deputy Mouse
- Diane Saleme vai Ms. Beaver
- Ellen Dublin vai Farmer Bear
- Shoshana Sperling vai Ms. Bat
- Cliff Saunders vai Mr. Hamster
- Simon Pirso vai Siggy
- Elana Dunkelman vai Lola
- Mike Petersen vai Mr. Beaver
- Derek McGrath vai Mr. Hippo
- Eddie Glen vai Mr. Antelope